# بول هورنر
بول هورنر (5 نوفمبر، 18 – 1978 سبتمبر، 2017) كاتب أمريكي، وكوميدي ومساهم في مواقع الأخبار الزائفة. وصفته بعض المنافذ مثل أسوشيتيد بريس، وشيكاغو تريبيون، وبوليفاكت، وواشنطن بوست بأنه «فنان خدع».

## بداية حياته
ولد هورنر في 5 نوفمبر عام 1978 في مينيسوتا. نشأ هناك مع عائلته وأخيه إلى أن انتقلوا إلى أريزونا عندما أصبح مراهقًا. طور هورنر اهتمامًا بالسياسة في سن مبكرة، وغالبًا ما كان يرسم ويصمم رسومًا كاريكاتورية سياسية قبل أن يصبح كاتبًا ومساهمًا على شبكة الإنترنت.

## الكاتب الرئيسي لموقع ناشيونال ريبورت
كان هورنر الكاتب الرئيسي لموقع ناشيونال ريبورت منذ انطلاقه.
كانت إحدى أكثر قصصه المزيفة انتشارًا عبارة عن مقال يزعم أنه قد قُبض على الفنان بانكسي وكشفت هويته باسم بول هورنر، وكان هورنر قد نشرها في عام 2013 وأعيد توزيعها في عام 2014 ومرة أخرى في عام 2017.
ما يزال هورنر مدرجًا كمشتبه محتمل خلف هوية بانكسي الحقيقية ويعتقد البعض أن بانكسي يمكن أن يكون من اختراع هورنر. تبين أن المشاهد الفنية العشوائية التي يزعم أنها أعمال فنية لبانكسي يقول فيها «بول هورنر جئت من أجلك»، هي خدع من صنع هورنر.
بسبب إحدى قصص هورنر، اضطرت حاكمة ولاية أريزونا السابقة جان بروير إلى الخروج في بث تلفزيوني حي للإصرار على أنها لم تكن تطبق برامج مثلية إلزامية على غير المثليين في جميع مدارس كي-12 في أريزونا. أجرت فوكس نيوز بثًا حيًا عن قصص هورنر على أنها حقيقية مثل قصة أن باراك أوباما موّل بشكل شخصي متحفًا مسلمًا كي يظل مفتوحًا خلال إغلاق الحكومة عام 2013.
حدثت ضجة عبر الإنترنت لأن مدينة سانت جورج، يوتا، كانت محور مقال نشر على موقع نانشيونال ريبورت يزعم أن المدينة قد جعلت المواد الإباحية غير قانونية وتم زج المرتكبين الأوائل للمخالفة في السجن لمدة 30 يومًا.

## المغادرة وإطلاق نيوز إكزامينر
غادر هورنر ناشيونال ريبورت في عام 2014، وأطلق نيوز إكزامينر في بداية عام 2015 وبدأ عدة مواقع من ضمنها مواقع cbsnews.com.co، cnn.com.de، abcnews.com.co، nbc.com.co (لاحظ أن النطاقات التي تنتهي ب «.co» تسجل في كولومبيا على أنها الاختصار الرسمي من حرفين، وتسمح كولومبيا لغير الكولومبيين بتسجيل مثل هذه النطاقات لأنها مشابهة للنطاق «.com» كطريقة للحصول على نطاق مشابه له بالشكل إذا كان النطاق «.com» محجوزًا)، من أجل نشر مقالات الأخبار المزيفة، إضافة إلى ABCnews.com.co. في عام 2015، كتب قصة مزيفة أن ييلب كان يقاضي ساوث بارك وانتشرت انتشارًا واسع النطاق.
بحلول عام 2015، كان قد كتب العديد من القصص المزيفة حول ديكوينسي، لويزيانا، قال فيها إن البلدة تعرضت لهجوم من زومبي مثليين، وشرعت التعددية الزوجية، ومنعت رقصة تويركينغ، وناقش لون أي فستان (ردًا على القصة التي انتشرت عن الفستان)، والكوريين؛ وقال لمحطة أخبار محلية إنه استهدف هذه البلدة في الأصل لأن «صديقي براندون آدامز قال إنه يوجد 4,000 شخص يعيشون هناك، ولا يفعلون شيئًا سوى شرب شراب أولد ميلووكيز بيست وضرب زوجاتهم» وإنه استمر باستهدافها لأنه تلقى تهديدات بالقتل والإخصاء ردًا على قصته الأولى. إحدى قصصه عن ديكوينسي، والتي يقول إنها واحدة من قصصه المفضلة، كانت تدور حول رجل أوقف عملية سطو على مطعم من خلال اقتباس من فيلم Pulp Fiction؛ نشرت القصة في موقع ميراماكس. في عام 2016، أجبرت إحدى قصص هورنر عن هروب خواكين «إل تشابو» جوزمان من السجن للمرة الثالثة، الحكومة المكسيكية على التغريد بصور لزعيم المخدرات خلف القضبان لتبديد شائعات الهروب.